# 부천경찰서 성고문 사건
부천서 성고문 사건(富川署性拷問事件)은 당시 부천경찰서(지금의 부천소사경찰서)의 경장이던 문귀동(文貴童)이 조사과정에서 22세이던 대학생 권인숙을 성적으로 추행한 사건이다. 이 사건은 인권 의식이 미미했던 시절 공권력의 악용 사례로 거론된다. 또한 이 사건을 통해서 군사정권의 언론 통제 수단 보도 지침이 실제로 존재한다는 것이 드러났다.

## 사건 개요
대학에 입학하여 현실에 대한 큰 괴리감을 느낀 서울대학교 의류학과 4학년 권인숙은 1985년 4월경에 경기도 부천시의 가스배출기 업체(주식회사 성신)에 "허명숙"이라는 가명을 써서 "위장 취업"을 했다. 1986년 6월 4일 친지의 이름을 빌려서 위장 취업을 위해 주민등록증을 위조했다는 혐의로 부천 경찰서로 연행되었다. 이에 권인숙은 관련 사실을 모두 시인하였으나, 부천경찰서 조사계 문귀동 형사는 5 · 3 사태 관련자의 행방을 물으면서 뒷수갑이 채워져 저항할 수 없는 상태의 여성의 생식기를 자신의 성기로 추행하면서 수치심을 불러일으키는 고문을 자행했다.(6월 6일)
수치심에 괴로워하던 피해자는 결국 다른 여성들이 추악한 공권력에 의해 희생당하는 것을 막고자 조영래, 홍성우, 이상수 변호사 등의 도움을 얻어 1986년 7월 3일에 문귀동을 강제추행 혐의로 인천지검에 고소하며 진상규명을 요구했다. 그러나 공안 당국에 의해 같은 날 권인숙은 공문서변조 및 동행사, 사문서변조 및 동행사, 절도, 문서파손 등의 혐의로 구속 기소되었으며, 다음날 문귀동은 독실한 기독교 신자인 자신이 어떻게 그런 짓을 할 수 있겠느냐며 명예훼손 혐의로 권인숙을 인천지검에 맞고소했다. 이에 7월 5일에 권인숙의 변호인단 9명은 문귀동과 옥봉환 부천경찰서장 등 관련 경찰관 6명을 독직, 폭행 및 가혹행위 혐의로 고발했고, 문귀동은 권인숙을 무고혐의로 맞고소했다. 그런 와중에 변호인의 입을 통해 이 성고문 사건은 세상에 널리 알려지게 되었다.

## 언론 조작
경찰 당국은 1986년 7월 17일에 수사 결과를 발표하며 권인숙을 “급진 좌파 사상에 물들고 성적도 불량한 가출자일 뿐”이라고 매도하였고, 언론은 “정부의 입장을 곤란하게 하기 위해서 성적 수치심까지 정치적으로 이용한다”라고 여론을 호도하려 했다. 또한 수사 결과가 발표되던 날, 문화공보부(지금의 문화체육관광부)는 부천서 성고문 사건을 어떻게 취재해야 하는지 각 언론기관에 다음과 같은 보도 지침을 하달하기도 하여, 전두환 군사 독재 정권이 언론을 어떻게 통제하였는지 보여주었다.
- 오늘 16시 검찰이 발표한 조사결과 내용만 보도할 것.
- 사회면에서 취급할 것(크기는 재량에 맡김).
- 검찰 발표문 전문은 꼭 실어줄 것.
- 자료 중 ‘사건의 성격’에서 제목을 뽑아 줄 것.
- 이 사건의 명칭을 성추행이라 하지 말고 성모욕행위로 할 것.
- 발표 외에 독자적인 취재보도 내용 불가.
- 시중에 나도는 반체제측의 고소장 내용이나 한국 기독교 교회협의회(KNCC), 여성단체 등의 사건 관계 성명은 일체 보도하지 말 것.

이 보도 지침은 1986년 9월 6일에 시사 월간지 《월간 말》 특집호 〈보도지침―권력과 언론의 음모〉를 통해서 세상에 알려졌으며, 정부는 이를 폭로한 김태홍 민주언론운동협의회 사무국장, 신홍범 실행위원, 김주언 한국일보 기자를 국가보안법 위반으로 구속했다.

## 재판 과정
검찰은 권인숙의 고소에도 불구하고 가해자에 대한 불기소 결정을 내렸다. 1986년 8월 25일에 대한변협은 법원에 재정신청을 냈으나, 서울고등법원(담당판사 손기식)은 같은해 10월 31일 “이유없다”라며 기각했다.
권인숙은 1986년 12월 1일에 인천지법에서 징역 1년 6개월을 선고받았고, 이에 불복하여 항소했다. 항소심에서도 피해자의 법정 진술을 재판장이 중도에 막는 등 불공정한 재판이 계속되었다.
결국 6월 항쟁 이후인 1988년 2월 9일이 되어서야 대법원은 재정신청을 받아들였고, 문귀동은 1988년 4월 9일 구속되어 7월 23일에 징역 5년, 자격정지 3년을 선고받았다. 사건 발생 3년 만의 일이었다.

## 사건의 파장
이 사건은 군사독재정권의 부도덕성과 인권 유린의 실상이 적나라하게 드러난 사건이다. 경찰뿐 아니라 사법부와 언론까지 독재 정권의 하인 노릇을 했음이 국내외에 밝혀졌다. 보도 지침이 실제로 존재한다는 것이 드러나면서 진정한 언론의 자유에 대한 논의가 시작되었으며, 결국 한겨레 신문의 창간으로 이어졌다. 그동안 민주화 진영에서도 소외되었던 여성인권 문제가 진지하게 논의되는 계기가 되었다.

## 기타
- 영화 《살인의 추억》에서 조 형사(김뢰하 분)가 백광호(박노식 분)네 술집에서 대학생들과 난투극을 벌이게 된 계기는 부천서 성고문 사건에 대한 TV 뉴스 때문이다.

## 참고 자료
- 실록민주화운동 (70) 부천서 성고문 사건 - 경향신문
- 김환표, 〈권인숙: 세상과 호흡하는 재미있는 여성학자〉, 이휘현 외, 《남성의 광기를 잠재운 여성들》(인물과사상사, 2001) 277~311쪽.
- 강준만 (2003년 5월 12일). 〈제7장 대통령직선제를 향하여/ 1986년 - '부천서 성고문' 사건〉. 《한국 현대사 산책 1980년대편 3 (광주학살과 서울올림픽)》. 서울: 인물과사상사. 36~46쪽. ISBN 89-88410-75-0.
- 〈권인숙 씨 초청 강연 초록-나의 삶, 나의 투쟁〉《전북대신문》1989년 9월 11일. 5쪽